# Federazione di baseball e softball della Nuova Caledonia
La Federazione neocaledoniana di baseball (fra. Ligue Calédonienne de Baseball & Softball, LCBS) è un'organizzazione fondata per governare la pratica del baseball e del softball in Nuova Caledonia.
Organizza il campionato maschile e di softball femminile, e pone sotto la propria egida la nazionale maschile e di softball femminile.